# Факир
Факир је индијски религиозни аскеза који упорним вежбама и одрицањем постиже медицински немогућа стања. Код муслимана, реч „факир“ означава луталицу.